# ONF (Band)
ONF (koreanisch 온앤오프, stilisierte Schreibweise ON/OFF) ist eine südkoreanische Boygroup der dritten K-Pop-Generation, die 2017 von WM Entertainment gegründet wurde. Ursprünglich eine siebenköpfige Gruppe, verließ Laun im August 2019 die Gruppe. ONF besteht aus sechs Mitgliedern: Hyojin, E-Tion, Seungjun, Wyatt, Minkyun und U. Die Boygroup debütierte am 2. August 2017 mit dem Mini-Album On/Off. Der offizielle Fanclub-Name lautet Fuse.

## Geschichte

### Aktivitäten vor dem Debüt
Bevor sie bei WM Entertainment aufgenommen wurden, war Minkyun Trainee bei Starship Entertainment, U ein Trainee bei JYP Entertainment. Laun war Trainee bei Big Hit Entertainment und trainierte zusammen mit BTS. Am 26. Mai 2017 fand im Coex-Auditorium in Gangnam-gu das idolCON-Konzert statt. Bei diesem Konzert wurden die sieben Mitglieder von WM Entertainment als neue Boygroup unter dem vorläufigen Namen „WM Boys“ vorgestellt. Die Gruppe trat zum ersten Mal öffentlich mit dem Song Original auf, der auch auf dem Debüt-Album enthalten ist.

### 2017: Debüt mitOn/Off
Der koreanische Name der Gruppe lautet im Englischen On and Off (deutsch: An und Aus). Für den englischen Namen wurde der zusammengesetzte Begriff ONF (aus ON und OFF) geschaffen. Mit Gründung der Gruppe führte WM Entertainment ein neues Konzept ein. Die Gruppe besteht aus zwei Teams, dem Gesangs-Team ON und dem Performance-Team OFF. Das ON-Team besteht aus den Mitgliedern Hyojin als Teamleader sowie E-Tion und Minkyun, das OFF-Team aus Seungjun als Teamleader sowie U und Wyatt. Laun war Teil beider Teams. Am 2. August 2017 debütierte ONF offiziell mit dem Mini-Album On/Off, dem gleichnamigen Titelsong und dem Musikvideo auf YouTube. Einen Tag später traten sie mit ihrem Titelsong bei M Countdown auf.

### 2018:You Complete Me, On/Off -Japanese Ver.-undComplete -Japanese Ver.-

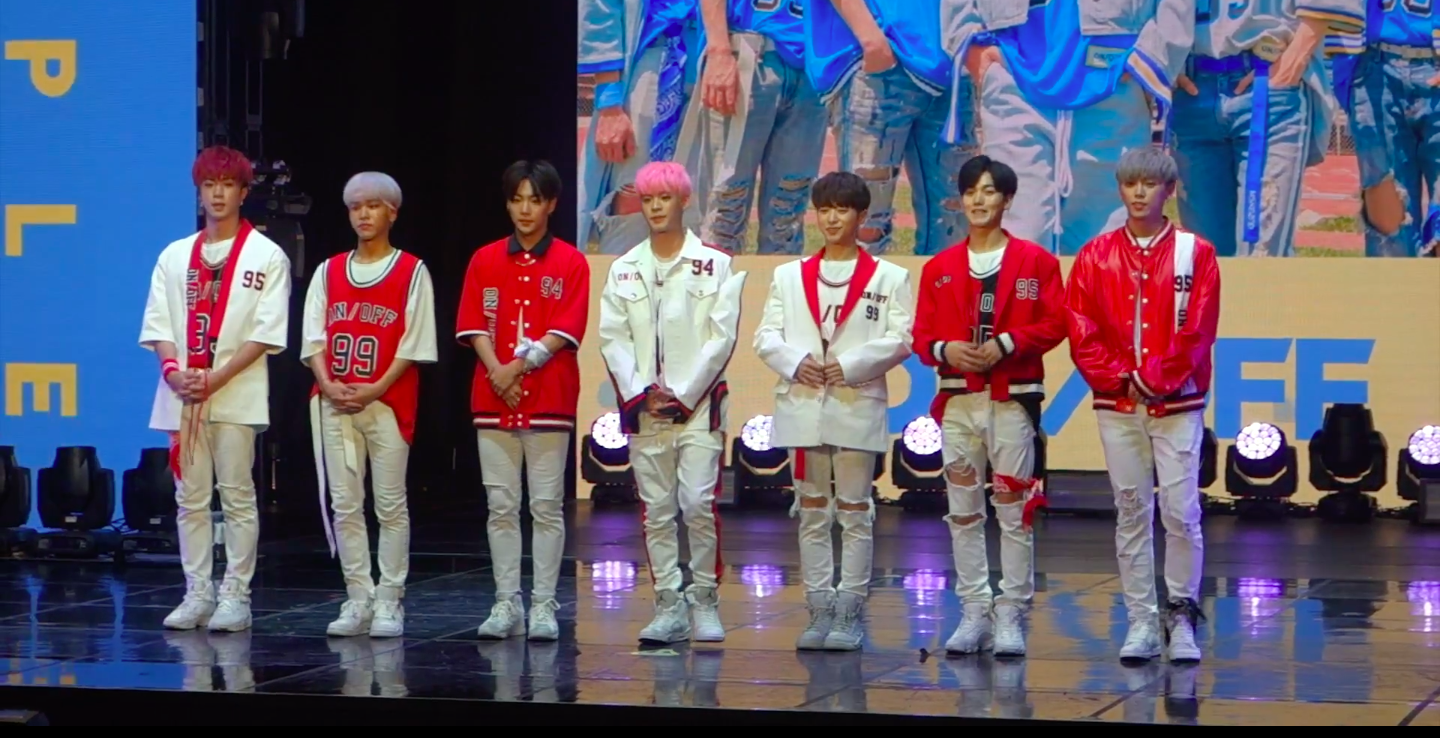
ONF bei der Vorstellung des Albums You Complete Me am 7. Juni 2018

Am 7. Juni 2018 erschien das zweite Mini-Album You Complete Me mit dem Titelsong Complete. Am gleichen Tag wurde das zugehörige Musikvideo auf YouTube veröffentlicht.
Am 31. Juli gab die Gruppe ihre zwei ersten Konzerte im Akasaka Blitz in Tokio.
Am 1. August erschien das Single-Album On/Off -Japanese Ver.- in Japan, zu dem vorab am 3. Juli das Musikvideo auf YouTube hochgeladen wurde.
Am 7. September wurde wieder vorab das Musikvideo zum zweiten japanischen Single-Album Complete -Japanese Ver.- auf YouTube bereitgestellt. Das Album wurde am 26. September veröffentlicht.
Aus der HELLO! WM-Reihe veröffentlichte WM Entertainment am 10. Dezember die digitale Single Timing auf Musikplattformen und als Musikvideo auf YouTube. Bei diesem Titel handelt es sich um einen gemeinschaftlichen Song der Gruppen ONF, B1A4 und Oh My Girl. Der Songtext wurde von Wyatt und Mimi verfasst.

### 2019:We Must Love,Asien-Konzerttour, Launs Ausstieg undGo Live
Am 7. Februar 2019 erschien das dritte Mini-Album We Must Love mit dem gleichnamigen Titelsong und das zugehörige Musikvideo. Am 11. Februar wurde bekannt gegeben, dass ONF ihre „We Must Love Asia-Tour“ im März beginnen würden. Ihr erstes Konzert fand am 29. März in Hongkong, das ursprünglich dritte Konzert am 27. April in Taipeh statt. Das zweite Konzert am 20. April in Singapur wurde abgesagt.
Vom 29. April bis 3. Mai 2019 unternahm ONF eine Konzerttour durch die japanischen Städte Osaka, Fukuoka, Nagoya und Tokio.
Am 23. August gab WM Entertainment bekannt, dass Laun aus persönlichen Gründen seinen Exklusivvertrag gekündigt habe und ONF und WM Entertainment verlassen würde. ONF wurde in eine Boygroup mit sechs Mitgliedern umorganisiert.
Am 7. Oktober wurde das vierte Mini-Album Go Live mit dem Titelsong und dem Musikvideo Why veröffentlicht.

### 2020: Road to Kingdom,Spin OffundCan I Step In
Road to Kingdom (koreanisch 로드 투 킹덤) war ein Reality-Wettbewerb, der als Fernsehserie vom 30. April bis 18. Juni 2020 wöchentlich auf Mnet ausgestrahlt wurde. Am 20. März wurde veröffentlicht, dass die Boygroup daran teilnehmen würde. Der in der Show performte Titel New World (신새계) wurde am 12. Juni als Comeback-Song digital veröffentlicht und am 22. Juni als Musikvideo auf YouTube eingestellt. In der Gesamtwertung der Show belegte ONF den zweiten Platz.
Am 10. August wurde das fünfte Mini-Album Spin Off mit dem Titelsong Sukhumvit Swimming und dem gleichnamigen Musikvideo veröffentlicht.
WM Entertainment veröffentlichte am 4. September aus der HELLO! WM-Reihe die digitale Single 너와 나의 시대 (OURS) auf Musikplattformen und als Musikvideo auf YouTube. Bei diesem Titel handelt es sich um einen gemeinschaftlichen Song der Gruppen ONF, B1A4 und Oh My Girl.
Am 23. Dezember wurde der erste Teil des zehnteiligen K-Dramas Can I Step In auf YouTube veröffentlicht. In diesem Webdrama spielen die ONF-Mitglieder die Hauptrollen.

### 2021:ONF:My Name, City Of ONF, PoppingundGoosebumps
ONF veröffentlichte am 24. Februar 2021 ihr erstes Studioalbum ONF:My Name mit dem Titelsong Beautiful Beautiful und dem gleichnamigen Musikvideo.
Am 2. März siegte die Gruppe mit Beautiful Beautiful erstmals bei „The Show“. Der Song Beautiful Beautiful kam mit dem siebten Platz der Gaon Digital Charts und dem ersten Platz der Gaon Download Charts erstmals in die Top 10.
Am 28. April erschien ONF:My Name als Neuauflage unter dem Namen City Of ONF. Das Studioalbum enthält zusätzlich den neuen Titelsong Ugly Dance, My Genesis und The Dreamer.
Aus Anlass ihres vierten Debütjubiläums veröffentlichte ONF am 3. August das Musikvideo Trip Advisor auf YouTube. Am 9. August wurde das Mini-Album Popping als spezielles Sommer-Album veröffentlicht. Der Titelsong Popping wurde am 9. August auch als Musikvideo auf YouTube eingestellt.
Am 2. November wurden von Hyojin und Seungjun handgeschriebene Briefe veröffentlicht, in denen sie mitteilten, dass alle Mitglieder (mit Ausnahme des japanischen Mitglieds U) im Dezember gemeinsam ihren Wehrdienst antreten würden, um so bald wie möglich wieder als ONF zurückzukommen. Am 3. Dezember erschien das sechste Mini-Album Goosebumps mit dem gleichnamigen Titelsong und das zugehörige Musikvideo.

### 2022:Storage Of ONF
Am 24. Mai 2022 nahm U als Kandidat an der Reality-Show „Be Mbitious“ von Mnet teil, kam aber nicht in die Endrunde. Während ihres Wehrdienstes konnten die anderen ONF-Mitglieder weitere Aktivitäten ausführen.
Aus Anlass ihres fünften Debütjubiläums wurde am 16. August das Sonderalbum Storage of ONF mit dem Titelsong Your Song sowie das Musikvideo veröffentlicht. Album und Musikvideo wurden schon vor Antritt des Wehrdienstes der koreanischen Mitglieder aufgenommen.
Vom 7. bis 23. Oktober fand die „Gyeryong World Military Culture Expo“ in Gyeryong statt. Die fünf OMG-Mitglieder nahmen an dieser Veranstaltung als Gruppe teil.

### 2023: Be Here Now, Over the Rainbow,Love EffectundLove Effect -Japanese Ver.-
Im Juni 2023 endete der Wehrdienst für alle Mitglieder. Nach der Entlassung aus dem Wehrdienst veröffentlichte WM Entertainment am 30. Juni, dass die Gruppe am 29. Juli ein Fantreffen im Donghae Culture and Arts Center der Kwangwoon University in Seoul veranstalten würde. Das zweiteilige Treffen „Be Here Now“ fand am 29. Juli um 13:00 Uhr und um 19:00 Uhr statt. Die Veranstaltung um 19:00 Uhr wurde live im Internet übertragen.
Am 1. Juli wurde bekannt gegeben, dass ONF am „RBW 2023 Summer Festival“ teilnehmen würde. Das Konzert namens „Over the Rainbow“ fand am 16. Juli im SK Olympic Handball Gymnasium in Seoul statt. Dieses als „Familienkonzert“ bezeichnete Festival umfasste die Gruppen und Solokünstler der RBW-Dachorganisation.
Vier Monate nach Ende ihres Wehrdienstes, am 4. Oktober, wurde das siebte Mini-Album Love Effect mit dem gleichnamigen Titelsong und Musikvideo veröffentlicht.
Am 8. November erschien in Japan die Sondersingle Love Effect -Japanese Ver.-. Am 24. November veranstaltete ONF ihr Fantreffen „Be Here Now“ im Zepp Namba in Osaka und am 26. November im Zepp Haneda in Tokio.

### 2024: Be Here Now in Canada, ONF Concert [SPOTLIGHT] in Seoul,Beautiful Shadow,ONF Concert [SPOTLIGHT] in Japan,Infuse, ONF Concert [SPOTLIGHT] In North America, ONF CONCERT [SPOTLIGHT: THE HIDDEN SHADOW], ONF CONCERT SPOTLIGHT TAIPEI & HONG KONG und ONF FAN CONCERT in Taipei [Voyage to Island]
Am 4. Dezember 2023 teilte WM Entertainment mit, dass die Gruppe Anfang 2024 eine Konzerttournee durch Kanada unternehmen würde.
Am 1. Januar 2024 gab WM Entertainment bekannt, dass J-Us seinen bisherigen Künstlernamen in seinen echten Vornamen Seungjun und MK seinen bisherigen Künstlernamen in seinen echten Vornamen Minkyun ändert.
Am 21. Februar teilte WM Entertainment mit, dass die Gruppe Anfang April ein Solokonzert geben würde.
Die Tour „Be Here Now in Canada (ONF Live in Canada)“ startete am 27. Februar im Vogue Theatre in Vancouver, danach erfolgten Auftritte am 1. März in der George Weston Recital Hall in Toronto und am 3. März im Rialto Theatre in Montreal.
Am 12. März erfolgte die Mitteilung, dass ONF Anfang April ein neues Mini-Album veröffentlichen würde.
Das im Februar angekündigte Konzert „ONF Concert [SPOTLIGHT] in Seoul“ fand an zwei Tagen mit einer Dauer von jeweils 3 Stunden am 6. und 7. April in der KBS-Arena in Seoul statt.
Am 8. April wurde das achte Mini-Album Beautiful Shadow mit dem Titelsong Bye My Monster veröffentlicht. Das Musikvideo Bye My Monster wurde am gleichen Tag auf YouTube veröffentlicht. Das Mini-Album stand bereits am Tag der Veröffentlichung auf Platz eins der japanischen iTunes-K-Pop-Album-Charts.
Am 14. April teilte WM Entertainment mit, dass ONF Ende April Konzerte in Japan geben würde und im August eine Nordamerika-Tour erfolgen würde.
Am 16. April siegte die Gruppe mit Bye My Monster bei „The Show“.
Die Konzerttour „ONF CONCERT [SPOTLIGHT] in Japan“ begann am 29. April im Zepp Osaka Bayside in Osaka, ging am 2. Mai im Zepp Nagoya in Nagoya weiter und endete am 3. Mai im Zepp Haneda in Tokio.
WM Entertainment präzisierte am 10. Mai, dass die Gruppe Mitte August auf Nordamerika-Tour gehen würde.
Am 28. Juni gab WM Entertainment bekannt, dass ONF im Oktober eine Taiwan-Hongkong-Tour unternehmen würde.
Am 17. Juli teilte WM Entertainment mit, dass die Gruppe Anfang August aus Anlass des 7. Debütjubiläums ihr erstes Instrumentalalbum veröffentlichen wird. Am 2. August erschien das Instrumentalalbum Infuse und zeitgleich das Musikvideo ONF INFUSE Playlist auf YouTube.
WM Entertainment gab am 6. August bekannt, dass die Gruppe im September zusätzliche SPOTLIGHT-Konzerte in Seoul veranstalten würde.
Die im April angekündigte Konzerttour „ONF CONCERT [SPOTLIGHT] IN NORTH AMERICA“ begann am 16. August in Toronto, die weiteren Konzerte erfolgten am 18. August in Montreal, am 20. August in New York, am 22. August in Chicago, am 25. August in Atlanta, am 27. August in Dallas, am 29. August in Denver und endeten am 1. September in Los Angeles.
Die im August angekündigten Zugabekonzerte wurden am 21. und 22. September unter dem Titel „ONF CONCERT [SPOTLIGHT: THE HIDDEN SHADOW]“ veranstaltet. Die Konzerte wurden im Jangchung Gymnasium in Seoul aufgeführt. Weil die Tickets im Vorverkauf umgehend ausverkauft waren, wurde eine begrenzte Anzahl weiterer Tickets freigeschaltet.
Die im Juni bestätigte Auslandstour „ONF CONCERT SPOTLIGHT TAIPEI & HONG KONG“ fand am 12. und 13. Oktober im Westar in Taipeh und am 20. Oktober im Kitty Woo Stadium in Hongkong statt.
WM Entertainment kündigte am 8. November an, dass ONF im Dezember ein Fankonzert in Taiwan veranstalten würde. Das Fankonzert „ONF FAN CONCERT in Taipei [Voyage to Island]“ fand am 1. Dezember im Legacy TERA in Taipeh statt.

### 2025: ONF Fanmeeting In SEOUL Pinky Ring,ONF:My Identity, ONF Mini-Showcase in Taipeh, ONF CONCERT „THE MAP:STRANGER‘S PATH“, B1A4 & ONF CONCERT „FLY WITH LIGHT“ IN TAIPEI undSummer Light
Am 14. Januar 2025 gab WM Entertainment bekannt, dass ONF als Hallyu-Werbeträger für die Lotte-Hotels ausgewählt wurde und ihr erstes Fantreffen im neuen Jahr abhalten würde. Die Tickets für das Fantreffen waren innerhalb von zwei Minuten nach Verkaufsbeginn ausverkauft. Das Fantreffen „2025 ONF Fanmeeting In SEOUL Pinky Ring ~ Magic of Healing ~“ fand am 18. Januar in der Grand Performance Hall der Konkuk University in Seoul statt.
ONF kündigte am 27. Januar ihr Comeback mit dem zweiten Studioalbum THE 2ND ALBUM PART.1 [ONF:MY IDENTITY] im Februar an und veröffentlichte dazu ein entsprechendes Bild. Das neue Album wurde mit einer umfangreichen Kampagne beworben. Der Zeitplan für das Album wurde von WM Entertainment am 31. Januar veröffentlicht. Am 2. Februar erschien auf ihrem offiziellen YouTube-Kanal der Introfilm für das neue Album von ONF. Am 5. Februar veröffentlichte ONF über ihr offizielles soziales Netzwerk die Titelliste für Teil 1 ihres zweiten Studioalbums ONF:My Identity. Das erste Konzeptvideo und Fotos für die „Find The Route“-Version des Albums wurden am 6. Februar, das zweite Konzeptvideo und Fotos der „Plant Your Flag“-Version am 8. Februar, das dritte Konzeptvideo und Fotos der „Dreaming Journey“-Version am 10. Februar veröffentlicht. Das Highlight-Medley des neuen Albums wurde am 12. Februar auf YouTube veröffentlicht, der erste Musikvideo-Teaser zum Titelsong The Stranger am 14. Februar. Zusätzliche Konzeptfotos der Digipack-Version des Albums erschienen am 15. Februar. Am 17. Februar veröffentlichte ONF den zweiten Musikvideo-Teaser zum Titelsong The Stranger. Am 18. Februar um 18:00 Uhr KST erschien Teil 1 des zweiten Studioalbums ONF:My Identity mit dem Titelsong The Stranger und dem zugehörigen Musikvideo. Am gleichen Tag veranstaltete ONF zur Veröffentlichung ihres zweiten Studioalbums Teil 1 ONF:My Identity ein Fan-Showcase in der Blue Square Mastercard Hall in Yongsan-gu am 18. Februar. Bereits am Tag der Veröffentlichung belegte The Stranger Platz 1 der BUGS-Echtzeit-Charts. Außerhalb Koreas führte das Album die japanischen iTunes-Top-Album-Charts an, schaffte es in die Top 10 der iTunes-Top-Album-Charts in Indonesien, den Philippinen, Taiwan und Thailand und belegte Platz 16 der weltweiten iTunes-Album-Charts. Fünf Tage nach der Veröffentlichung des Albums belegte es Platz 1 der Circle Chart Album Charts.
ONF warb für das neue Studioalbum nach dessen Erscheinen mittels mehrerer Auftritte in Musiksendungen. Am 20. Februar erfolgte ein Auftritt in Mnets „M Countdown“, danach bei „Show! Music Core“ von MBC. Am 26. Februar siegte die Gruppe mit The Stranger bei „Show Champion“ von MBC M, am 28. Februar bei „Music Bank“ von KBS2. Der letzte Promotion-Auftritt erfolgte bei SBS „Inkigayo“.
Am 3. März wurde bekannt gegeben, dass ONF in Taipeh ein Mini-Showcase veranstalten würde. ONF unternahm in Taipeh vom 20. bis 22. März ihr Mini-Showcase „ONF THE 2ND ALBUM PART. 1 'ONF:MY IDENTITY' MINI SHOWCASE in TAIPEI“. WM Entertainment gab in diesem Zusammenhang bekannt, dass ONF mit ihrem neuen Album den eigenen anfänglichen Verkaufsrekord überboten hätten und kündigte eine Japan-Tour im April an.
WM Entertainment gab am 11. April bekannt, dass die Gruppe am 31. Mai und 1. Juni ein Solokonzert geben würde.
Zu ihrem neuen Album gaben die Mitglieder von ONF am 24. April ein Interview für die Mai-Ausgabe des südkoreanischen Lifestyle-Magazins COSMOPOLITAN KOREA, verbunden mit einer Fotostrecke.
Am 14. Mai teilte WM Entertainment mit, dass B1A4 und ONF im Juni das gemeinsame Konzert „FLY WITH LIGHT“ in Taipeh veranstalten würden.
ONF veröffentlichte am 23. Mai ein Spoiler-Video ihres Solokonzerts „THE MAP:STRANGER‘S PATH“ und kündigte darin an, dass sie beim Konzert Songs ihres kommenden zweiten Albums „Part 2“, das in der zweiten Jahreshälfte erscheinen soll, performen würden. „THE MAP: STRANGER‘S PATH“ fand am 31. Mai und 1. Juni im Jangchung Gymnasium in Seoul statt. Die Konzerte wurden auch als Livestream übertragen.
Das im Mai angekündigte Konzert „FLY WITH LIGHT“ fand gemeinsam mit B1A4 am 21. Juni im Taipei International Convention Center (TICC) in Taipeh statt.
Am 14. Juli wurde von ONF mitgeteilt, dass die Gruppe im August aus Anlass ihres 8. Debütjubiläums die Sondersingle Summer Light veröffentlichen würde. Am 31. Juli kündigte ONF auf YouTube mit einem Teaser die Veröffentlichung der Sondersingle an. Summer Light erschien am 3. August als digitale Single und das Musikvideo als Spezialclip. Alle Mitglieder waren Co-Autoren des Songtextes, Minkyun und Wyatt zusätzlich Co-Komponisten.

## Mitglieder
| Name                 | Geburtsname                  | Geburtstag (Alter)     | Geburtsort | Position                     |
| -------------------- | ---------------------------- | ---------------------- | ---------- | ---------------------------- |
| E-Tion 이션          | Lee Chang-yun 이창윤         | 24. Dezember 1994 (30) | Jeonju     | Vocal                        |
| Hyojin 효진          | Kim Hyo-jin 김효진           | 22. April 1994 (31)    | Seoul      | Team leader ON Vocal         |
| Minkyun a 민균       | Park Min-kyun 박민균         | 11. November 1995 (29) | Goyang     | Vocal, Rap                   |
| Seungjun b 승준      | Lee Seung-jun 이승준         | 13. Januar 1995 (30)   | Seoul      | Team leader OFF Vocal, Dance |
| U 유                 | Mizuguchi Yuto 미즈구치 유토 | 16. März 1999 (26)     | Osaka      | Dance                        |
| Wyatt 와이엇         | Shim Jae-young 심재영        | 23. Januar 1995 (30)   | Seoul      | Rap, Dance                   |
| Ehemalige Mitglieder |                              |                        |            |                              |
| Laun 라운            | Kim Min-seok 김민석          | 12. August 1999 (25)   | Seosan     | Vocal, Dance                 |

## Fanclub
Fuse (koreanisch 퓨즈, deutsch: Sicherung) ist der offizielle Name des Fanclubs von ONF und wurde am 20. Juli 2020 veröffentlicht. Fuse ist ein Kofferwort aus ONF und Muse. Das soll bedeuten, dass der Fanclub die einzige Einheit ist, die ONF vervollständigt. Die zweite Bedeutung besagt, dass ONF und Fanclub füreinander unentbehrlich und eine Kraft sind, die sich gegenseitig zuverlässig schützt. Die Mitgliedschaft im Fanclub gilt ca. ein Jahr und ist kostenpflichtig. Der Fanclub wird auf der Fan-Plattform Weverse gehostet. Am 1. März 2024 hatte Fuse 86.630 Mitglieder, am 16. Oktober 2024 waren es 105.000 Mitglieder. Mitgliederzahl am 20. Januar 2025: 117.000, am 23. Juni 2025: 135.000.

## Diskografie

### Studioalben
| Jahr | Titel Musiklabel                | Höchstplatzierung, Gesamtwochen, AuszeichnungChartplatzierungen (Jahr, Titel, Musiklabel, Platzierungen, Wochen, Auszeichnungen, Anmerkungen) | Höchstplatzierung, Gesamtwochen, AuszeichnungChartplatzierungen (Jahr, Titel, Musiklabel, Platzierungen, Wochen, Auszeichnungen, Anmerkungen) | Anmerkungen                            |
| Jahr | Titel Musiklabel                | KR | JP | Anmerkungen                            |
| ---- | ------------------------------- | --- | --- | -------------------------------------- |
| 2021 | ONF:My Name WM Entertainment    | KR3 (5 Wo.)KR | JP34 (1 Wo.)JP | Erstveröffentlichung: 24. Februar 2021 |
| 2021 | City of ONF c WM Entertainment  | KR4 (7 Wo.)KR | — | Erstveröffentlichung: 28. April 2021   |
| 2022 | Storage of ONF WM Entertainment | KR7 (2 Wo.)KR | — | Erstveröffentlichung: 16. August 2022  |

### Kompilationen
| Jahr | Titel Musiklabel        | Höchstplatzierung, Gesamtwochen, AuszeichnungChartplatzierungen (Jahr, Titel, Musiklabel, Platzierungen, Wochen, Auszeichnungen, Anmerkungen) | Höchstplatzierung, Gesamtwochen, AuszeichnungChartplatzierungen (Jahr, Titel, Musiklabel, Platzierungen, Wochen, Auszeichnungen, Anmerkungen) | Anmerkungen                          |
| Jahr | Titel Musiklabel        | KR | JP | Anmerkungen                          |
| ---- | ----------------------- | --- | --- | ------------------------------------ |
| 2024 | Infuse WM Entertainment | KR15 (2 Wo.)KR | — | Erstveröffentlichung: 2. August 2024 |

### EPs
| Jahr | Titel Musiklabel                  | Höchstplatzierung, Gesamtwochen, AuszeichnungChartplatzierungen (Jahr, Titel, Musiklabel, Platzierungen, Wochen, Auszeichnungen, Anmerkungen) | Höchstplatzierung, Gesamtwochen, AuszeichnungChartplatzierungen (Jahr, Titel, Musiklabel, Platzierungen, Wochen, Auszeichnungen, Anmerkungen) | Anmerkungen                            |
| Jahr | Titel Musiklabel                  | KR | JP | Anmerkungen                            |
| ---- | --------------------------------- | --- | --- | -------------------------------------- |
| 2017 | On/Off WM Entertainment           | KR9 (14 Wo.)KR | — | Erstveröffentlichung: 2. August 2017   |
| 2018 | You Complete Me WM Entertainment  | KR8 (18 Wo.)KR | — | Erstveröffentlichung: 7. Juni 2018     |
| 2019 | We Must Love WM Entertainment     | KR5 (17 Wo.)KR | — | Erstveröffentlichung: 7. Februar 2019  |
| 2019 | Go Live WM Entertainment          | KR8 (8 Wo.)KR | JP38 (1 Wo.)JP | Erstveröffentlichung: 7. Oktober 2019  |
| 2020 | Spin Off WM Entertainment         | KR3 (11 Wo.)KR | JP38 (1 Wo.)JP | Erstveröffentlichung: 10. August 2020  |
| 2021 | Popping WM Entertainment          | KR2 (6 Wo.)KR | JP35 (1 Wo.)JP | Erstveröffentlichung: 9. August 2021   |
| 2021 | Goosebumps WM Entertainment       | KR2 (4 Wo.)KR | — | Erstveröffentlichung: 3. Dezember 2021 |
| 2023 | Love Effect WM Entertainment      | KR6 (10 Wo.)KR | — | Erstveröffentlichung: 4. Oktober 2023  |
| 2024 | Beautiful Shadow WM Entertainment | KR7 (9 Wo.)KR | — | Erstveröffentlichung: 8. April 2024    |
| 2025 | ONF: My Identity WM Entertainment | KR1 (… Wo.)KR | — | Erstveröffentlichung: 18. Februar 2025 |

### Singles
| Jahr                   | Titel Album                                | Höchstplatzierung, Gesamtwochen, AuszeichnungChartplatzierungen (Jahr, Titel, Album, Platzierungen, Wochen, Auszeichnungen, Anmerkungen) | Höchstplatzierung, Gesamtwochen, AuszeichnungChartplatzierungen (Jahr, Titel, Album, Platzierungen, Wochen, Auszeichnungen, Anmerkungen) | Anmerkungen                              |
| Jahr                   | Titel Album                                | KR | JP | Anmerkungen                              |
| ---------------------- | ------------------------------------------ | --- | --- | ---------------------------------------- |
| Südkoreanische Singles |                                            | | |                                          |
|                        |                                            | | |                                          |
| 2020                   | Sukhumvit Swimming (스쿰빗스위밍) Spin Off | KR102 (1 Wo.)KR | — | Erstveröffentlichung: 8. August 2020     |
| 2021                   | Beautiful Beautiful ONF: My Name           | KR7 (2 Wo.)KR | — | Erstveröffentlichung: 21. Februar 2021   |
| 2021                   | Ugly Dance (춤춰) City of ONF              | KR42 (2 Wo.)KR | — | Erstveröffentlichung: 26. April 2021     |
| 2021                   | Popping (여름 쏙) Popping                  | KR30 (1 Wo.)KR | — | Erstveröffentlichung: 8. August 2021     |
| 2021                   | Goosebumps                                 | KR108 (2 Wo.)KR | — | Erstveröffentlichung: 29. November 2021  |
| 2022                   | Your Song Storage of ONF                   | KR193 (1 Wo.)KR | — | Erstveröffentlichung: 15. August 2022    |
| 2023                   | Love Effect                                | KR199 (1 Wo.)KR | — | Erstveröffentlichung: 2. Oktober 2023    |
| 2024                   | Bye My Monster Beautiful Shadow            | KR57 (1 Wo.)KR | — | Erstveröffentlichung: 8. April 2024      |
| 2025                   | The Stranger ONF: My Identity              | KR77 (1 Wo.)KR | — | Erstveröffentlichung: 18. Februar 2025   |
| Japanische Singles     |                                            | | |                                          |
|                        |                                            | | |                                          |
| 2018                   | On/Off –                                   | — | JP20 (1 Wo.)JP | Erstveröffentlichung: 1. August 2018     |
| 2018                   | Complete –                                 | — | JP17 (1 Wo.)JP | Erstveröffentlichung: 26. September 2018 |
| 2023                   | Love Effect –                              | — | — | Erstveröffentlichung: 8. November 2023   |

## Musikvideos
| Titel               | Veröffentlichung |
| ------------------- | ---------------- |
| On/Off              | 2. August 2017   |
| Complete            | 7. Juni 2018     |
| We Must Love        | 7. Februar 2019  |
| Why                 | 7. Oktober 2019  |
| Sukhumvit Swimming  | 10. August 2020  |
| Beautiful Beautiful | 24. Februar 2021 |
| Ugly Dance          | 28. April 2021   |
| Popping             | 9. August 2021   |
| Goosebumps          | 3. Dezember 2021 |
| Your Song           | 16. August 2022  |
| Love Effect         | 4. Oktober 2023  |
| Bye My Monster      | 8. April 2024    |
| ONF INFUSE Playlist | 2. August 2024   |
| The Stranger        | 18. Februar 2025 |

## Auszeichnungen

### Preisverleihungen
2021
- Brand of the Year Awards – Hot Trend Male Idol of the Year[132]

2022
- Korea First Brand Awards – Best Male Idol[133]

### Musik-Shows
ONFs Siege bei Musik-Shows
| Jahr | Datum       | Titel        |
| ---- | ----------- | ------------ |
| 2025 | 28. Februar | The Stranger |

| Jahr | Datum       | Titel        |
| ---- | ----------- | ------------ |
| 2025 | 26. Februar | The Stranger |

| Jahr | Datum     | Titel               |
| ---- | --------- | ------------------- |
| 2021 | 2. März   | Beautiful Beautiful |
| 2024 | 16. April | Bye My Monster      |